# Scyphosyce
Scyphosyce es un género con unas cuatro especies de plantas con flores de la familia  Moraceae.

## Especies
- Scyphosyce gilletii
- Scyphosyce manniana
- Scyphosyce pandurata
- Scyphosyce zenkeri